# Viktor Lőrincz
Viktor Lőrincz (født 28. april 1990) er en ungarsk bryder, der konkurrerer i græsk-romersk stil.
Han repræsenterede Ungarn ved sommer-OL 2016 i Rio de Janeiro, hvor han blev elimineret i omspillet.
Under sommer-OL 2020 i Tokyo, som blev afholdt i 2021, vandt han sølv.